# Джуліан Крюс
Джуліан Крюс (англ. Julian Creus, 30 червня 1917 — 9 вересня 1992) — британський важкоатлет.
Срібний призер Олімпійських Ігор 1948 року в категорії до 56 кг, учасник 1952, 1956 років.
Срібний призер Ігор Співдружності 1950 року в категорії 60 кг.